# Judy Davisová
Judy Davisová (nepřechýleně: Davis, * 23. dubna 1955, Perth) je australská filmová a televizní herečka. Mezi její významné filmové snímky patří například Manželé a manželky, Cesta do Indie, z televizních seriálů pak Já a mé přízraky.
Během své herecké kariéry od konce 70. let získala řadu filmových ocenění, ocenění filmových kritiků i řadu nominací. Mezi nejvýznamnější z nich patří Ceny Emmy, Zlatý glóbus, cena BAFTA, ocenění moskevských, londýnských, newyorských či bostonských filmových kritiků. Ze získaných nominací se jednalo například o cenu Akademie (Oscar), Satellite Award, Cenu Sdružení filmových a televizních herců, aj.